# Way Too Quiet
Way Too Quiet er titlen på det andet album af den danske musiker og sangskriver Vincent Ryder. Albummet udkom 4. april 2025 hos selskabet Giant Birch og er produceret af Aske Jacoby.
Albummet, der er det andet i Ryders 'dommedagstrilogi', indeholder blandt andet ikke mindre en to gæsteoptrædener af Sort Sol-forsanger, Steen Jørgensen.
"Way Too Quiet" fik særdeles fine anmeldelser med på vejen. I musikmagasinet Gaffa kaldte journalist Ivan Rod ligefrem Ryder for; "Et talent af Guds nåde".
I forbindelse med udgivelsen fulgte en kort forårsturné, hvor Ryder blev fulgt af husorkestret 'The Awesome Soundkings', som bestod af Aske Jacoby (guitar), Christian Douglas (bass), Johan Dalgaard (keyboards) og på skift trommeslagerne Felix Ewert og Morten Hellborn.
Da Vincent Ryders foretrukne medie er vinyl, valgte han i forbindelse med udgivelsen også at slå et slag for de mange vinylpladebutikker rundt om i landet. Med et minimalistisk setup besøgte han sammen med producer Aske Jacoby en række pladebutikker, hvor han gav en minikoncert med en håndfuld numre fra "Way Too Quiet".

## Spor
1. "Generation Lost Love" - (04:40)
2. "The Feeling" - (03:27)
3. "Be" - (04:58)
4. "Children in The Woods" (feat. Steen Jørgensen) - (02:36)
5. "Never Felt This Lonely" - (02:51)
6. "Bottom of The Pit" - (04:03)
7. "Way Too Quiet" - (03:29)
8. "Grey Leaves" - (01:44)
9. "Into The Wastelands" - (02:52)
10. "Holy Shit" - (03:36)
11. "A Little Song About Darkness" - (04:23)
12. "The River" (feat. Steen Jørgensen) - (06:16)
13. "I Play The Harmonica For You (Slightly Better)" - (02:53)
14. "Longing For A New World" - (05:19)